# SN 2006pc
SN 2006pc – supernowa typu II odkryta 28 października 2006 roku w galaktyce A014410-0009. W momencie odkrycia miała maksymalną jasność 22,50m.